# NGC 2332
NGC 2332 је лентикуларна галаксија у сазвежђу Рис која се налази на NGC листи објеката дубоког неба.
Деклинација објекта је + 50° 10' 55" а ректасцензија 7h 9m 33,8s. Привидна величина (магнитуда) објекта NGC 2332 износи 12,8 а фотографска магнитуда 13,8. NGC 2332 је још познат и под ознакама UGC 3699, MCG 8-13-79, CGCG 234-75, PGC 20276.